# 石阪督規
石阪 督規（いしざか とくのり、1970年10月13日 - ）は、日本の社会学者。研究分野は、社会学・地域社会学。埼玉大学基盤教育研究センター教授。

## 経歴
東京都町田市出身。広島大学大学院修了後、三重大学人文学部准教授、東京未来大学モチベーション行動科学部教授などを経て現職。三重県観光審議会会長、三重県地方創生会議委員などを歴任。

## 人物・主張

### 集落支援・地域創生
過疎化に悩む尾鷲市早田（はいだ）地区で、調査研究会「ビジョン早田」、地域活性化につなげる交流事業「はいだといっしょ」を三重県、尾鷲市、三重大学が共同で企画。その立案、設立にかかわる。学生と地域住民のかかわりの中から地域活性化につながる方策を導き出す手法で、三重県内の集落支援活動に取り組む。なお早田地区での一連の取り組みは、2014年度過疎地域自立活性化優良事例表彰で全国過疎地域自立促進連盟会長賞に選出されている。

### 男女共同参画・女性活躍
伊勢市の男女共同参画審議会会長就任をきっかけに、亀山市、いなべ市、桑名市などの三重県内の自治体で男女共同参画審議会の会長職を歴任。この間、三重県内で行われた関連のシンポジウムや講演、研修などでコーディネータや講師を務めている。市民と行政との協働、ワーク・ライフ・バランスの推進を早くから唱え、男女共同参画の視点から、企業内マネジメントの見直しや働き方改革の必要性を説いている。2012年から2016年まで山梨県「地域における男女共同参画実践活動支援事業」講師、2015年からは足立区男女共同参画推進委員会委員長を務める。

### 若者就労支援
三重県若者就労支援研究会のメンバー、みえ若者就労支援ネットワーク運営委員として、三重県の若者就労支援にかかわるネットワークづくりに参画。不安定化する若年雇用の現状を鑑み、就労困難者の雇用創出のためのネットワーク整備を提唱している。 また、非正規雇用の増加にともない低収入で結婚を考えられない若者が増えているとも指摘。年収300万円（三重県：30歳代男性）の有配偶率が50％を超えていることから、生活を維持する目安として「年収300万円」の維持・確保を掲げている。

### 協創・市民参画
「亀山市まちづくりの基本を定める条例を考える会」のアドバイザーとして、「まちづくり基本条例」「協働の指針」「男女が生き生き輝く条例」の策定にかかわり、これらを「亀山市まちづくり3法」と命名。「協働の指針」については、「市民としての成熟、個人の幸せを確保するために、どの部分で市民と行政が協働すれば、メリットが一番大きくなるのかを考え作成した」と述べている。また、足立区基本構想審議会委員として、区の基本構想の策定に参画。あだち広報のなかで、「一人ひとりが主体となって互いに連携しあい、地域の課題解決に取り組むこと」が、足立区のめざす「協創」であると指摘し、「多くの人たちが参画できる『場』」としての「協創プラットフォーム」づくりの必要性を提唱している。

### 産学公金連携
足立区、足立成和信用金庫、（有）スズラン製菓、東京未来大学の4者連携のもと、「めんたいチーズ」や「ワサビ醤油」が挟まれ酒のつまみになる辛いお菓子「大人のウエハース」やスープとともに食べる「朝バウム」などの新商品を開発。2015年1月に開催された足立区産業展示会「あだちメッセ」に、同年5月に髙島屋新宿店で行われた「大学は美味しい」にそれぞれ出品するなど、大学生のアイデアを商品化し、地域活性化にいかす取り組みを進めている。ワールドビジネスサテライトの取材では、「産学公金の連携は始まったばかり。大学として積極的に関わりたい」とコメントした。

## 主な著作
- 『農村家族と地域生活―干拓地の家族・集落・農業』ブイツーソリューション、2014年
- 『ニートを救う地域のネットワーク力』コシーナブックス、2014年